# Negeta chlorocrota
Negeta chlorocrota är en fjärilsart som beskrevs av George Francis Hampson 1907. Negeta chlorocrota ingår i släktet Negeta och familjen trågspinnare. Inga underarter finns listade i Catalogue of Life.